# Rattlesnake Point
Rattlesnake Point är en udde i Kanada.   Den ligger i provinsen Ontario, i den sydöstra delen av landet, 400 km sydväst om huvudstaden Ottawa.
Terrängen inåt land är platt, och sluttar österut. Runt Rattlesnake Point är det tätbefolkat, med 709 invånare per kvadratkilometer.. Närmaste större samhälle är Milton, 6,2 km norr om Rattlesnake Point.
Omgivningarna runt Rattlesnake Point är en mosaik av jordbruksmark och naturlig växtlighet.